# Spermacoce sulcata
Spermacoce sulcata är en måreväxtart som först beskrevs av Nélida María Bacigalupo, och fick sitt nu gällande namn av Ined.. Spermacoce sulcata ingår i släktet Spermacoce och familjen måreväxter. Inga underarter finns listade i Catalogue of Life.